# Landkreis Landau an der Isar
Der Landkreis Landau an der Isar, amtlich: Landkreis Landau a.d.Isar, war ein Landkreis in Bayern und gehörte zum Regierungsbezirk Niederbayern. Sein ehemaliges Gebiet liegt heute fast vollständig im Landkreis Dingolfing-Landau.

## Geographie

### Wichtige Orte
Die einwohnerstärksten Gemeinden waren Landau an der Isar, Pilsting, Wallersdorf und Eichendorf.

### Nachbarkreise
Der Landkreis grenzte 1972 im Uhrzeigersinn im Nordwesten beginnend an die Landkreise Straubing, Deggendorf, Vilshofen, Eggenfelden und Dingolfing.

## Geschichte

### Landgericht
1803 wurde im Verlauf der Verwaltungsneugliederung Bayerns das Landgericht Landau an der Isar errichtet. Dieses wurde nach der Gründung des Königreichs Bayern dem Unterdonaukreis zugeschlagen, dessen Hauptstadt Passau war.
1838 wurde der Unterdonaukreis in Kreis Niederbayern umbenannt, aus dem der gleichnamige Regierungsbezirk hervorging. Die Kreishauptstadt wurde nach Landshut verlegt. Das Landgericht Landau an der Isar musste im Zuge dieser Verwaltungsreform Teile seines Gebietes an die neu eingerichteten Landgerichte Dingolfing und Osterhofen abtreten.

### Bezirksamt
Das Bezirksamt Landau an der Isar folgte im Jahr 1862 dem Landgericht älterer Ordnung Landau an der Isar, das acht Gemeinden an das Bezirksamt Eggenfelden abtrat.

### Landkreis
Am 1. Januar 1939 wurde im Deutschen Reich die einheitliche Bezeichnung Landkreis eingeführt. So wurde aus dem Bezirksamt der Landkreis Landau an der Isar.
Am 1. Juli 1972 wurde der Landkreis Landau an der Isar durch die Gebietsreform aufgelöst. Die Gemeinde Lailling kam zum Landkreis Deggendorf, während alle anderen Gemeinden mit dem ebenfalls aufgelösten Landkreis Dingolfing zum neuen Landkreis Untere Isar zusammengefasst wurden. Dazu kamen noch Gemeinden der aufgelösten Landkreise Vilsbiburg und Mallersdorf. Am 1. Mai 1973 erhielt der neue Landkreis die heutige Bezeichnung Landkreis Dingolfing-Landau.

## Politik
Von der amerikanische Militärregierung wurde 1945 der frühere Landtagsabgeordnete und Verleger Konrad Kübler als Landrat von Landau eingesetzt, der 1946 und 1948 vom gewählten Kreistag im Amt bestätigt wurde. Die Kreistagswahlen von 1948 wurden jedoch für ungültig erklärt und mussten wiederholt werden. Daraufhin wählte der neue Kreistag 1950 den Pfarrer Alfons Gabler zum Landrat. Zwei Jahre später wurde mit Adolf Daßler schließlich ein Landrat direkt vom Volk gewählt. Adolf Daßler war bereits zur Zeit des Nationalsozialismus von 1938 bis 1945 staatlicher Landrat gewesen. Im Jahr 1964 wurde der Arzt Franz Winklhofer zum Landrat des Landkreises Landau gewählt, der dieses Amt bis zur Gebietsreform 1972 innehatte.

## Einwohnerentwicklung
| Jahr | Einwohner | Quelle |
| ---- | --------- | ------ |
| 1864 | 20.669    | [ 7 ]  |
| 1885 | 23.248    | [ 8 ]  |
| 1900 | 22.616    | [ 9 ]  |
| 1910 | 23.690    | [ 9 ]  |
| 1925 | 25.047    | [ 10 ] |
| 1939 | 25.169    | [ 11 ] |
| 1950 | 36.992    | [ 12 ] |
| 1960 | 31.200    | [ 13 ] |
| 1971 | 30.700    | [ 14 ] |

## Gemeinden
Vor dem Beginn der Gebietsreform umfasste der Landkreis Landau an der Isar in den 1960er Jahren 31 Gemeinden:

Landkreis Landau an der Isar, Gemeindegrenzenkarte von 1961

| - Adldorf, heute zu Eichendorf - Altenbuch, heute zu Wallersdorf - Aufhausen, heute zu Eichendorf - Dornach, heute zu Eichendorf - Eichendorf (Markt) - Ettling, heute zu Wallersdorf - Exing, heute zu Eichendorf - Frammering, heute zu Landau an der Isar - Ganacker, heute zu Pilsting - Großenpinning, heute zu Oberschneiding - Großköllnbach, heute zu Pilsting - Haidenkofen, heute zu Wallersdorf - Haidlfing, heute zu Wallersdorf - Hartkirchen, heute zu Eichendorf - Haunersdorf, heute zu Simbach - Indersbach, heute zu Eichendorf | - Kammern, heute zu Landau an der Isar - Lailling, heute zu Otzing im Landkreis Deggendorf - Landau an der Isar (Stadt) - Mettenhausen, heute zu Landau an der Isar - Niederhausen, heute zu Reisbach - Niederhöcking, heute zu Landau an der Isar - Oberhausen, heute zu Reisbach - Oberhöcking, heute zu Landau an der Isar - Pilsting (Markt) - Reichersdorf, heute zu Landau an der Isar - Reichstorf, heute zu Eichendorf - Rengersdorf, heute zu Eichendorf - Waibling, heute zu Pilsting - Wallersdorf (seit 1953 Markt) - Zeholfing, heute zu Landau an der Isar |

Am 1. Januar 1946 war die Gemeinde Harburg nach Waibling sowie die Gemeinde Poldering nach Zeholfing eingemeindet worden.

## Kfz-Kennzeichen
Am 1. Juli 1956 wurde dem Landkreis bei der Einführung der bis heute gültigen Kfz-Kennzeichen das Unterscheidungszeichen LAN zugewiesen. Es wurde bis zum 28. April 1973 ausgegeben. Seit dem 1. März 2017 ist es aufgrund der Kennzeichenliberalisierung im Landkreis Dingolfing-Landau wieder erhältlich.